# Plan B (película de 2009)
Plan B es una película argentina de drama comedia romántica de 2009. Es considerada la ópera prima del director argentino Marco Berger.

## Sinopsis
Bruno (Manuel Vignau) sufre el abandono de su novia Laura (Mercedes Quinteros). A pesar de que siguen viéndose de vez en cuando, Laura tiene un nuevo novio, Pablo (Lucas Ferraro). Bruno está empeñado en recuperarla, así que comienza a idear un plan. En principio, pretende hacerse amigo de Pablo -con el que coincide en el gimnasio- con la idea de erosionar la pareja, quizá presentándole a otra mujer. Gracias a una amiga en común, Bruno se entera de que Pablo tuvo una relación en el pasado con un hombre y que está abierto a estas. Es ahí cuando surge la posibilidad de un plan B: que Bruno seduzca a Pablo para que éste se distancie de Laura. Las cosas se complican cuando Bruno comienza a sentirse cada vez más a gusto con Pablo.

## Argumento
Bruno después de ver feliz a su exnovia Laura junto con un nuevo novio llamado Pablo, se pone celoso y comienza a conspirar para recuperarla con su amigo Víctor que sirve como socio en el crimen y un caja de resonancia para sus planes. Inicialmente planea acostarse con Laura a espaldas de Pablo y convencerla de que vuelva con él, pero cuando ese plan falla y se entera de que Pablo se ha acostado con otro hombre en el pasado, se le ocurre un "Plan B" de seducir a Pablo. y lograr que rompa con Laura.
Bruno desarrolla fácilmente una amistad con Pablo, uniéndose a él sobre intereses comunes y recuerdos de su juventud. Luego comienza a empujar los límites de su amistad, besa a Pablo por un desafío de su amiga Ana y luego con una excusa inventada de necesitar práctica para un papel de actuación. Su plan logra que Pablo se enamore gradualmente de él, pero al mismo tiempo se hace evidente que sus propios sentimientos por Pablo se han vuelto más fuertes de lo que había planeado.
Finalmente, Pablo se entera del plan de Bruno y está desconsolado. Torpemente trata de tener sexo con Bruno, pero luego se retira y cancela su amistad. A pesar de que ahora es libre de reanudar su relación con Laura, Bruno finalmente rompe con ella y le confiesa su amor a Pablo. Pablo, a cambio, le muestra a Bruno que guardaba una foto de él en su billetera perdida, lo que implica que se sintió atraído por Bruno incluso antes de que Bruno comenzara su Plan B. La película termina con ellos besándose y dirigiéndose a la habitación juntos.

## Reparto
- Manuel Vignau como Bruno.
- Lucas Ferraro como Pablo.
- Mercedes Quinteros como Laura.
- Damián Canduci como Victor.
- Ana Lucia Antony como Ana.
- Carolina Stegmayer como Verónica.
- Antonia De Michelis como Madre de Victor.
- Ariel Nuñez Di Croce como Javier.

## Premios
Obtuvo los premios al Mejor Desempeño Internacional (Marco Berger) y al Mejor Actor de Reparto (Lucas Ferraro) en el festival FilmOut San Diego, de los Estados Unidos.